# Гипотеза Хирша
Гипотеза Хирша — опровергнутая гипотеза о диаметре графа многогранника, предполагала, что для {\displaystyle d}-мерного выпуклого многогранника с {\displaystyle n} гранями,
граф, образованный его рёбрами и вершинами, имеет диаметр не больше {\displaystyle n-d} (то есть любые две вершины многогранника можно соединить друг с другом по цепочке из не более чем {\displaystyle n-d} рёбер).
Сформулирована в письме Уоррена Хирша Джорджу Данцигу в 1957 году, предположение возникло по результатам анализа симплекс-метода в линейном программировании. Хирш доказал гипотезу в размерности 3, а также в нескольких частных случаях.
Известно, что верхняя оценка субэкспоненциальна по {\displaystyle n} и {\displaystyle d}.
В мае 2010 года Франсиско Сантос Леал предъявил контрпример — 43-мерный многогранник с 86 гранями и диаметром графа, превышающим 43. Вопрос о существовании линейной или полиномиальной оценки по состоянию на 2024 год остаётся открытым.